# تدرج بولوير
تدرج بولوير( نسبةً إلى الدبلوماسي البريطاني هنري ارنست جاسكوين بولوير) أو تدرج ذو رعثة أو تدرج ذو رعثة أبيض الذيل (الاسم العلمي Lophura bulweri)،طائر من الدجاجيات وفصيلة التدرجية ويتبع جنس ترار. موطنها جنوب شرق آسيا في غابات بورنيو، وهي مصنفة على لائحة الكائنات المعرضة للخطر من قبل الاتحاد الدولي لحفظ الطبيعة.